# Serie 7

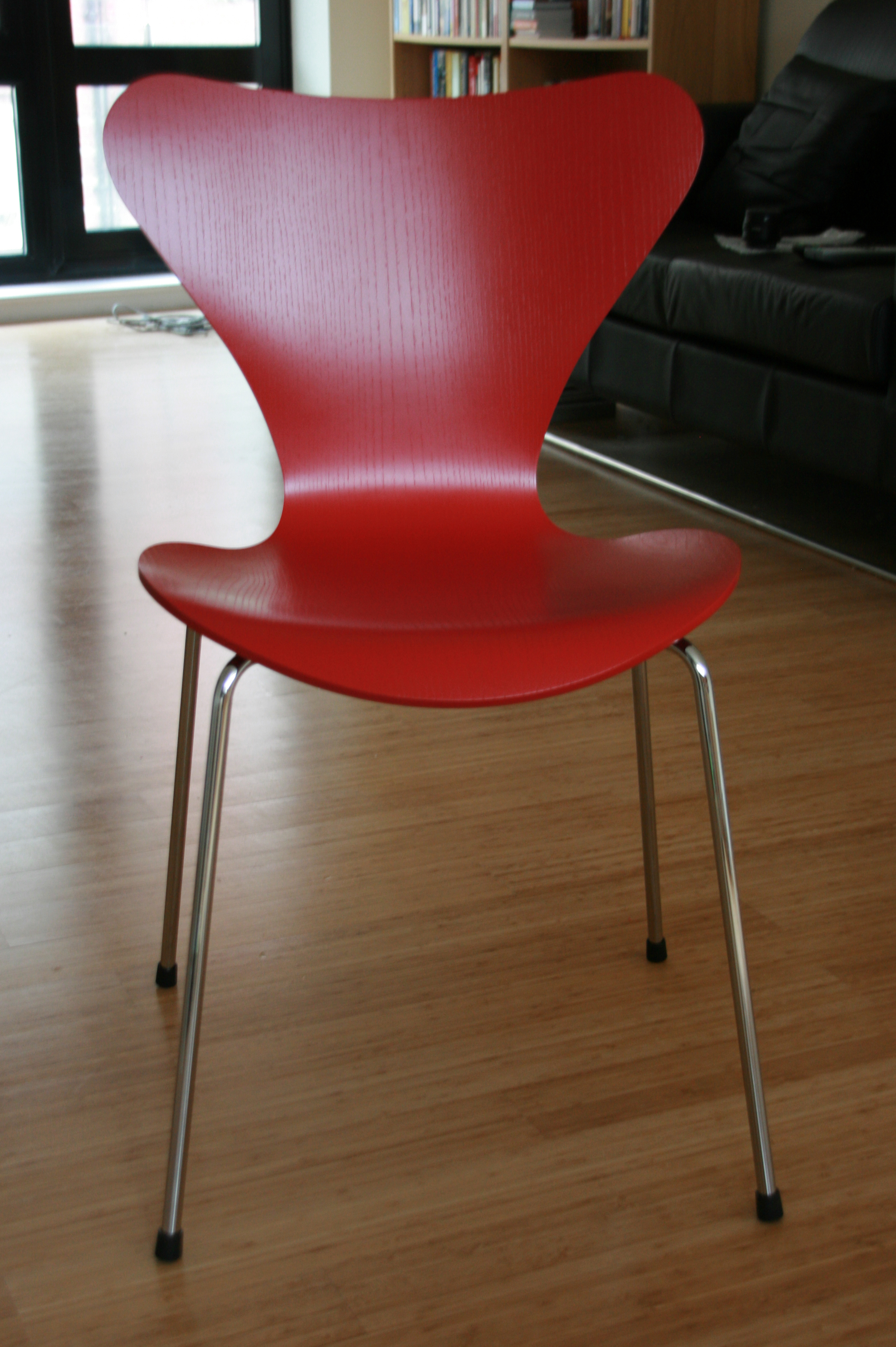
Das meistverkaufte Modell 3107 der Serie in Rot

Serie 7 ist eine Reihe von stapelbaren Holzstühlen, die vom dänischen Architekten und Designer Arne Jacobsen entworfen wurde. Hersteller der Stühle ist der dänische Möbelhersteller Fritz Hansen, dessen früherer Geschäftsführer Poul Fritz Hansen an der Entwicklung der Serie beteiligt war. Seit den 1950er Jahren wurden über 5 Millionen Stühle der Serie verkauft.

## Entwicklung

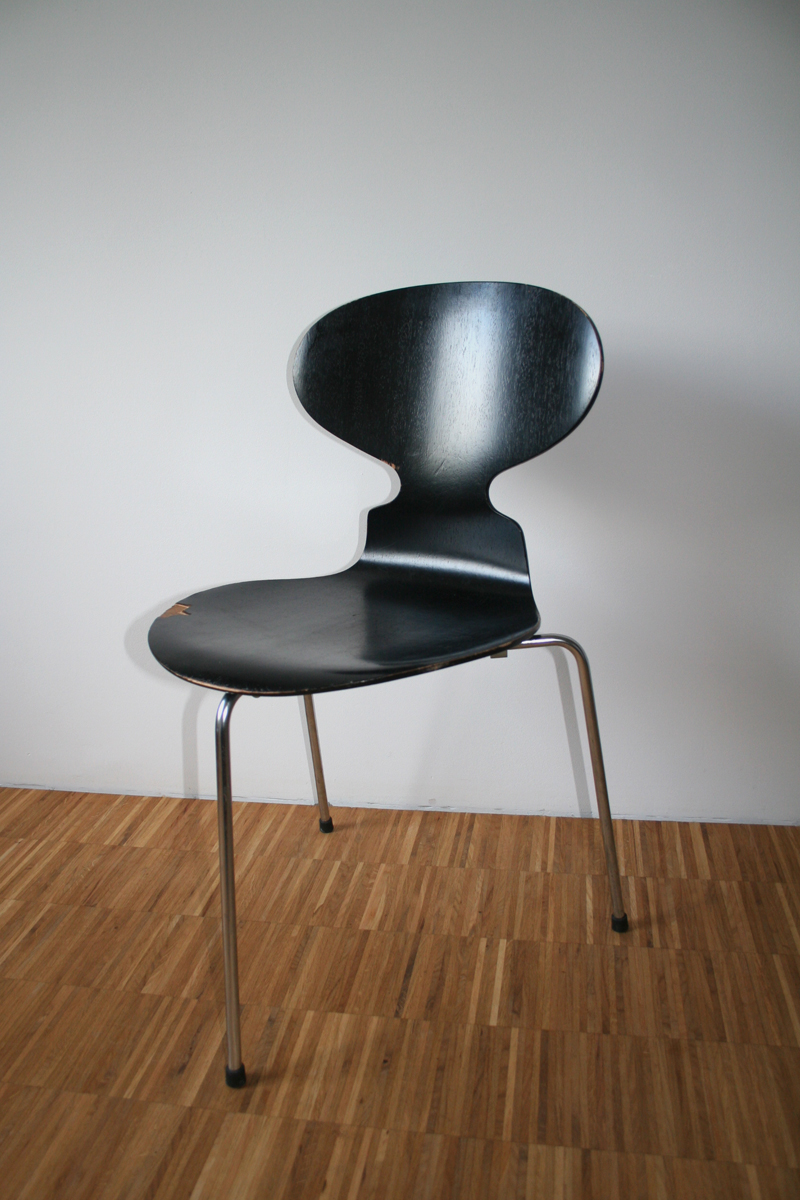
Vorgänger: Die Ameise mit drei Beinen, Modell 3100

Vor der Entwicklung des ersten Stuhls der Serie 7 1955 entstand 1952 der Stuhl „Myren/The Ant“ (dän./eng. die Ameise). Jacobsen nutzte dabei eine neue Technik in der Verarbeitung von schichtverleimten Furnierplatten. Unter Einsatz von Dampf war es möglich, die Platten um zwei Achsen zu biegen. Inspiriert wurde Jacobsen von den Arbeiten des amerikanischen Designer Ehepaares Charles und Ray Eames, nach ihnen ist die Stilrichtung auch „Eames-Design“ genannt. Die Eames arbeiteten zwischen 1945 und 1947 mit dem Werkstoff Schichtholz und experimentierten dabei mit neuen Möglichkeiten der Verformung des Materials. In der Phase entstanden mehrere Serien, darunter auch Stühle aus je fünf geformten Holzteilen. Die Arbeiten der Eames wurden sowohl in der Möbel-Fachwelt als auch in der Kunst interessiert aufgenommen. Das Museum of Modern Art in New York vergab 1946 die erste Einzelausstellung überhaupt an die Schichtholzarbeiten der Eames unter dem Titel „New furniture Design by Charles Eames“.
Jacobsen baute auf den Arbeiten von Eames auf, als er 1952 die Ameise für die Kantine des dänischen Unternehmens Novo entwarf. Er wandte sich mit dem Auftrag für 140 Stühle an Fritz Hansen. Der Hersteller wollte aber erst ab einer Stückzahl von 300 produzieren, so dass Jacobsen versprach, die restlichen 160 Stühle selbst zu kaufen, wenn sie nicht verkauft werden konnten.
Die Ameise hatte drei Beine aus Stahlrohr und war einer der ersten Stühle, der eine Sitzschale aus einem einzigen Stück Schichtholz hatte. Möglich wurde dies durch eine starke Taillierung der Kontur am Übergang von Sitzfläche und Rückenteil, ein Detail, das auch alle Modelle der Serie 7 haben. Die Sitzfläche besteht aus neun verleimten Schichten, wobei auf der vordersten und hintersten Schicht ein Baumwollgewebe eingebracht ist. Bei 122 °C wird die Holzstruktur für zwei Minuten unter einem Druck von 94 Tonnen in die Form gepresst und anschließend für fünf Tage ruhen gelassen.
Mit dem Ziel, einen kostengünstigen und kompakten Stuhl für moderne Umgebungen zu konstruieren, entstand ein auf zwei Teile, die Sitzschale und das Metallrohr-Gestell, reduzierte Konstruktion. Nach der Ameise entwickelte Jacobsen das Modell 3107 und weitere Varianten der Serie 7, die auch kompliziertere Unterkonstruktionen wie ein Rollengestell mit einem Drehgelenk hatten. Die Oberfläche der Sitzschale ist als Naturholz, in verschiedenen Holzbearbeitungen und voll- oder teilbezogen mit verschiedenen Stoffen oder Leder erhältlich.

## Verwendung und Rezeption

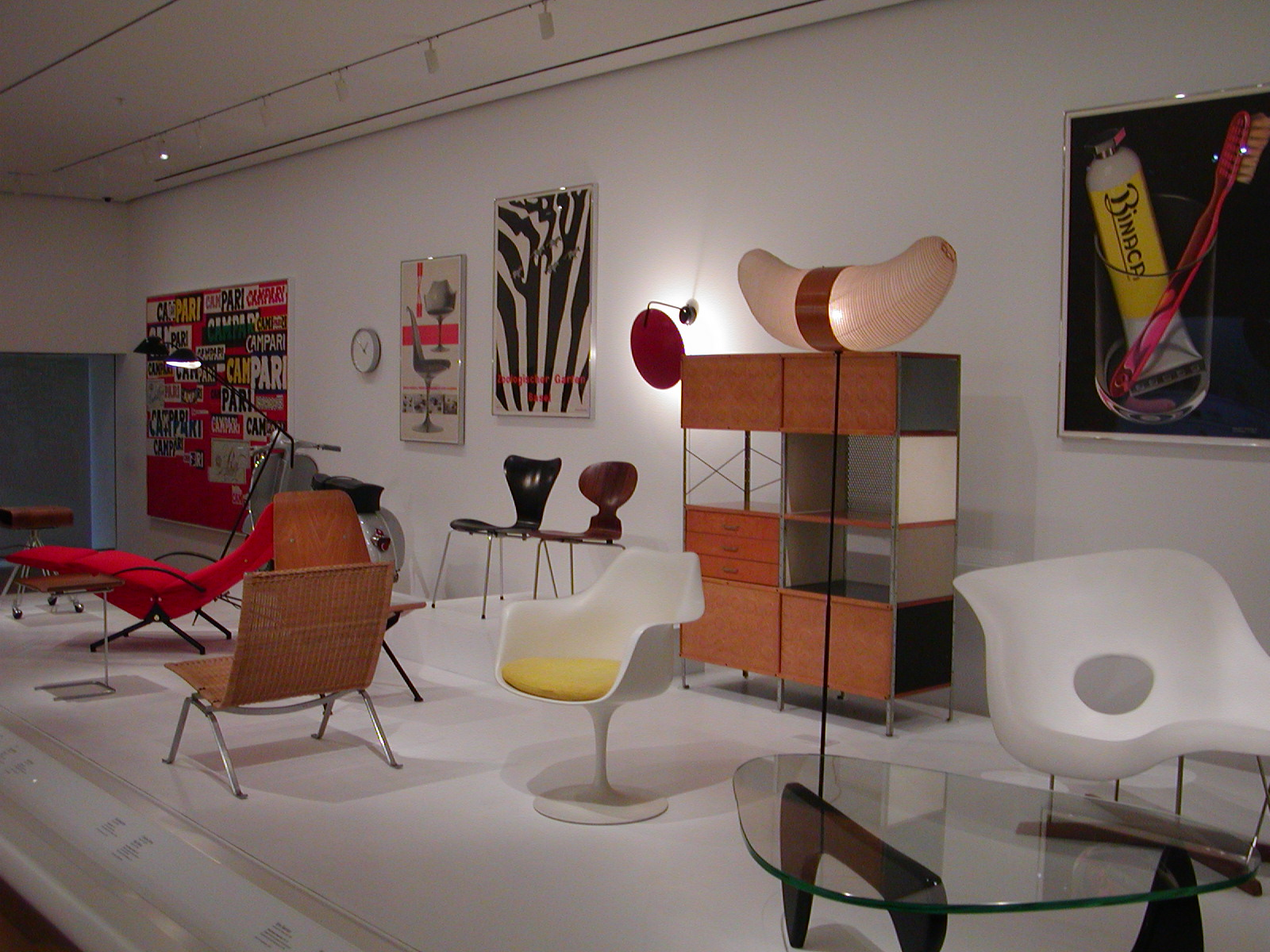
Stuhlausstellung im MoMA. Im Hintergrund Modell 3107 in schwarz und The Ant

Jacobsen, der versuchte bei seinen Bauprojekten Gesamtkunstwerke zu schaffen, verwendete die Serie für die Einrichtung von ihm entworfener Gebäude, so z. B. für die Versammlungsräume im Mainzer Rathaus oder das Restaurant im 20. Stockwerk des SAS Royal Hotels in Kopenhagen.
Während Fotoaufnahmen posierte Christine Keeler 1963 nackt falsch herum auf einem Duplikat des Siebeners so sitzend, dass die Rückenlehne ihren Oberkörper und Intimbereich verdeckte. Die Fotos wurden zur Hochzeit der Profumo-Affäre veröffentlicht, nach der Premierminister Harold Macmillan und John Profumo, der britische Kriegsminister, wegen Profumos Affäre mit Keeler zurücktraten. Die Fotos sorgten für einen schnellen Anstieg der Verkaufszahlen des Originalstuhls.
Stühle der Serie wurden in die Sammlung verschiedener Museen aufgenommen. Das Designmuseum Danmark in Kopenhagen widmet einen Raum der ständigen Ausstellung der Serie 7. Ausgestellt sind dort in einer Reihe 20 Stühle des Modells 3107, die von dänischen Künstlern bearbeitet wurden. Auch im Museum of Modern Art in New York ist ein Stuhl der Serie 7, ein schwarzer 3107, zusammen mit dem früher entwickelten Modell The Ant ausgestellt.

## Modelle

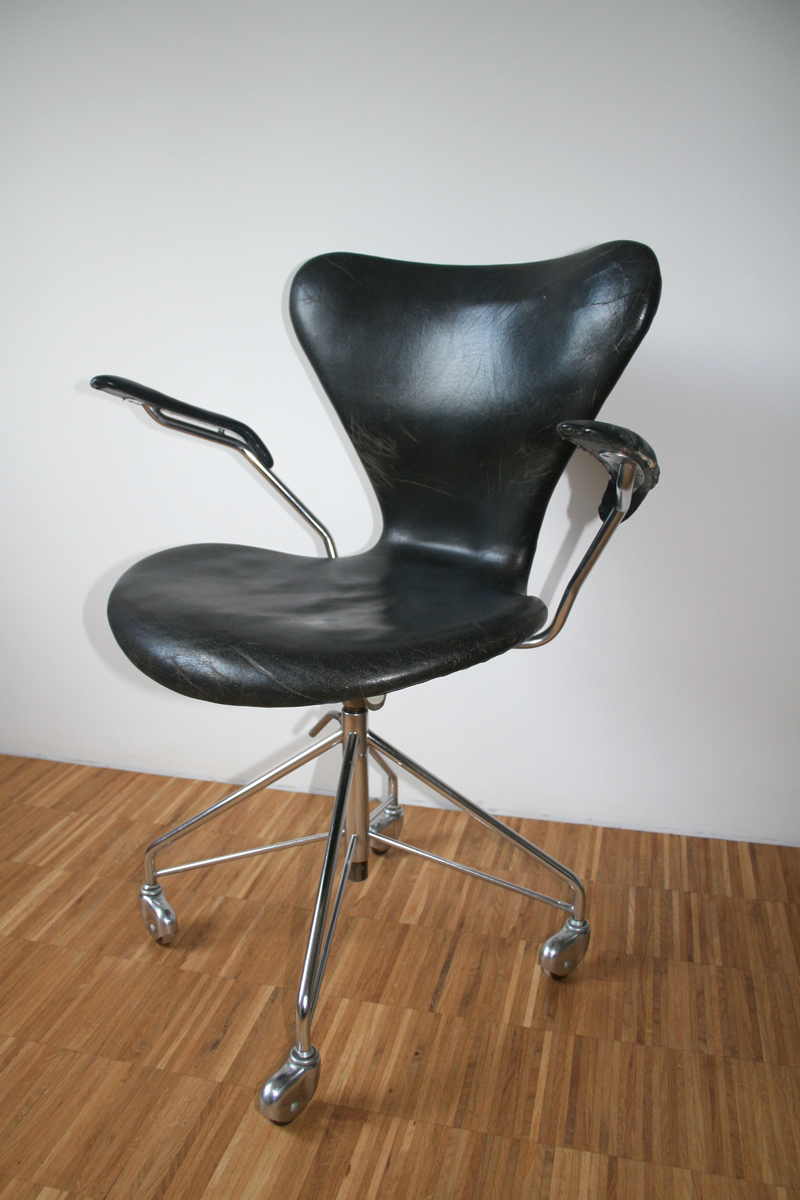
Lederbezogener Bürostuhl 3217

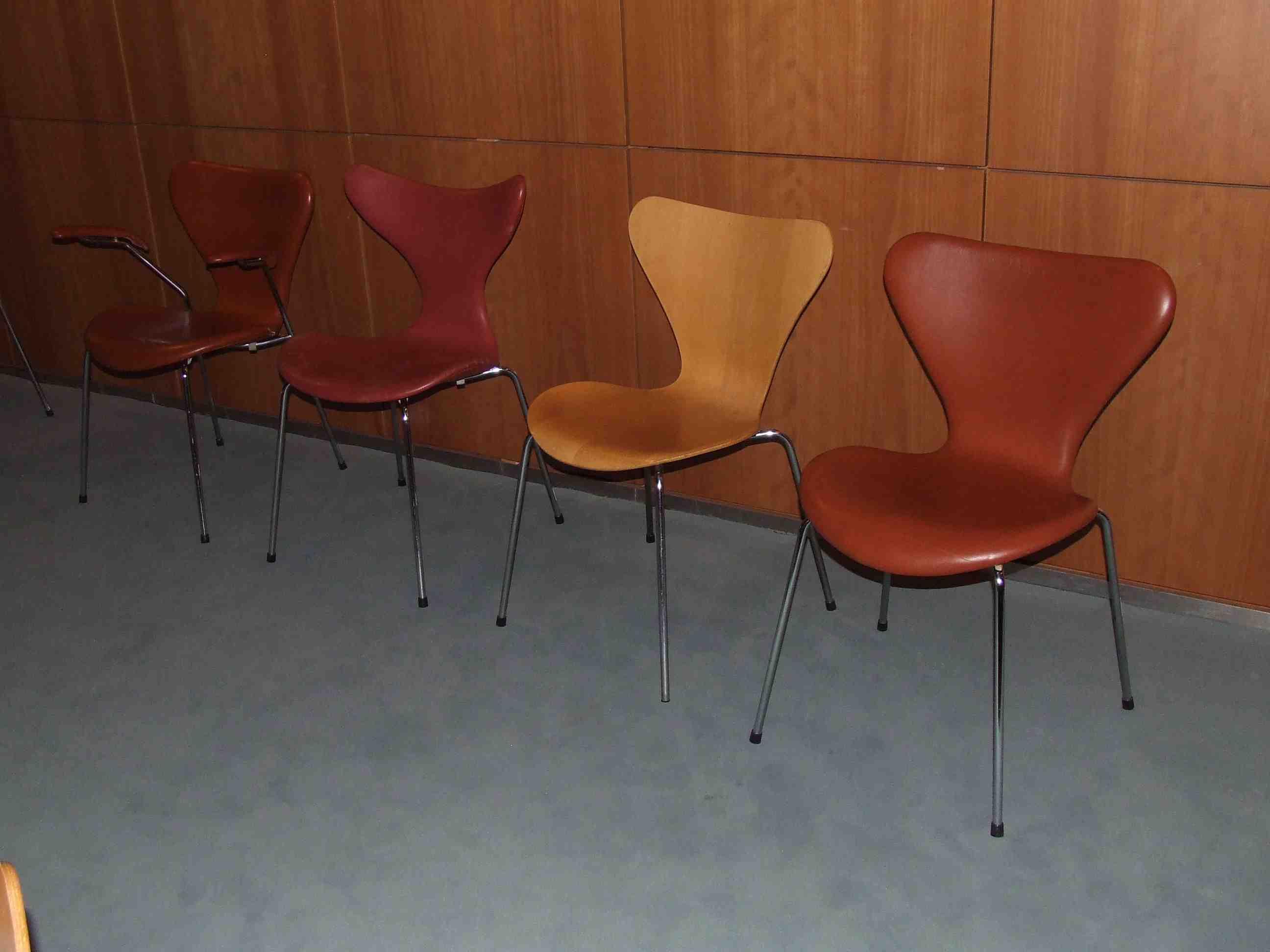
Von links: Model 3207 mit Armlehnen; Model 3108; Model 3107 ohne Bezug; Model 3107 mit Lederbezug

Die Vorgängermodelle der Serie 7 war Die Ameise, die später in zwei Ausführungen gefertigt wurde:
- 3100: Ameise mit drei Beinen
- 3101: Ameise mit vier Beinen

Folgende Modelle der Serie 7 werden bis heute produziert:
- 3107: Stuhl mit vier Beinen
- 3117: Stuhl mit Drehfuß
- 3177: Kinderstuhl
- 3207: Stuhl mit vier Beinen und Armlehnen
- 3217: Stuhl mit Drehfuß und Armlehnen

Weitere Stuhlmodelle aus der Hand Jacobsens, die sich die Konstruktion mit der Serie 7 teilten sind:
- 3130: Stuhl mit Holz- oder Metallbeinen und einer zweiflügeligen Rückenlehne. Der Stuhl gewann auf der XI. Triennale di Milano 1957 den Grand Prix und trägt daher den Namen „Grand Prix“[5]
- 3208: Stuhl mit vier Beinen und geschwungenen Armlehnen, genannt „Lily“
- 3218: Stuhl mit Drehgestell und geschwungenen Armlehnen, genannt „Lily“